# Hatsune Miku

Logo Hatsune Miku

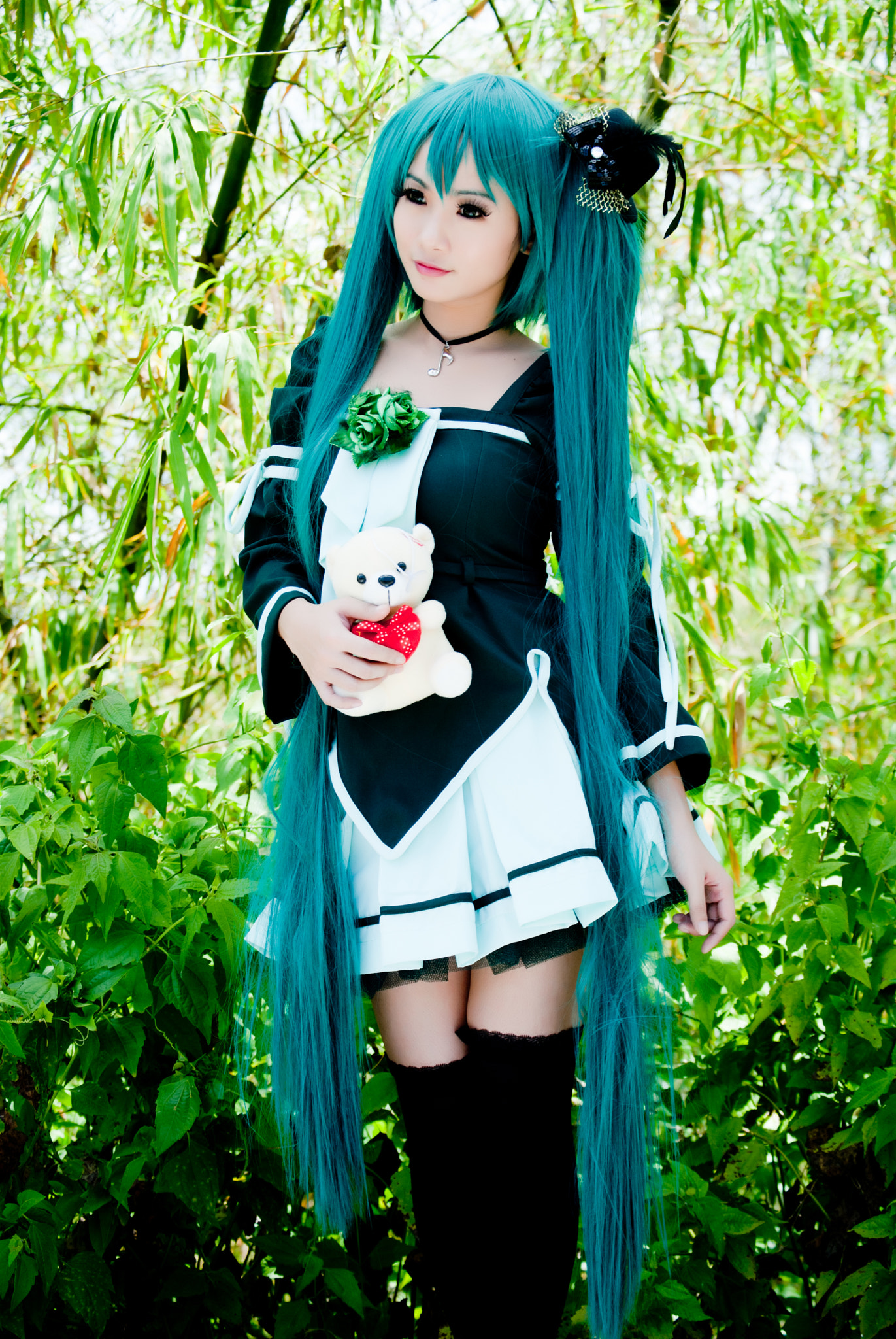
Fanka w stroju Hatsune Miku

Hatsune Miku (jap. 初音 ミク) – wirtualna piosenkarka stworzona na bazie technologii syntezy śpiewu opracowanej przez Crypton Future Media, z siedzibą w Sapporo, w Japonii. Używa technologii syntetyzujących śpiew firmy Yamaha Corporation – Vocaloid 2, Vocaloid 3 oraz Vocaloid 4. Posiada 5 japońskich banków brzmień: ulepszoną wersję oryginalnego głosu Vocaloid 2 i cztery banki brzmień z oprogramowaniem MIKU Append. Wykorzystuje również edytor głosu Piapro Studio VSTi. Była drugim sprzedawanym Vocaloidem używającym silnika Vocaloid 2, a także pierwszym japońskim Vocaloidem korzystającym z japońskiej wersji silnika Vocaloid 2. Głos Miku jest oparty na głosie  Saki Fujita, japońskiej seiyū i piosenkarki. Hatsune Miku jest przedstawiana jako 16-letnia dziewczyna o długich turkusowych włosach. Imię piosenkarki oznacza, w wolnym tłumaczeniu „pierwszy dźwięk przyszłości”. Jej pseudonim „CV01” jest skrótem od „Character Voice 01”. Hatsune Miku jest tytułową bohaterką serii gier rytmicznych Hatsune Miku: Project Diva.

## Technologia
Głos Miku Hatsune to efekt użycia syntezatora śpiewu Vocaloid 2, stworzonego przez firmę Yamaha. Pozwala on na „wyśpiewywanie” realistycznie brzmiących piosenek, na bazie dowolnej melodii i tekstu. Po nabyciu silnika Vocaloida, firma Crypton Future Media zaprogramowała barwy głosu postaci z serii programów „Character Vocal Series”, w ramach której do każdego z głosów przepisana została reprezentująca ją postać anime. Miku stworzona została 31 sierpnia 2007 roku, jako pierwsza postać z serii CVS. Stworzeniu głosu Hatsune od początku towarzyszyło założenie, że będzie ona kreowana na muzyczną divę przyszłości.

## Postać
Hatsune Miku to wirtualna postać wykreowana w sposób bardzo konsekwentny. Na oficjalnej stronie przedstawiona została jako 16-latka, mierząca 158 cm wzrostu i ważąca 42 kg. Wizerunek wirtualnej gwiazdy stworzony został przez rysownika Kei Garou, który wykreował postać typową dla estetyki anime.

## Głos i wykonywana muzyka
Głos Hatsune Miku stworzono na bazie głosu Saki Fujity, japońskiej seiyū i piosenkarki. Próbki głosu, zmienione przez silnik programu, pozwalają na zaśpiewanie dowolnej piosenki pod wskazaną melodię, w sposób niezwykle ekspresyjny, z uwzględnieniem nawet symulowania wdechów i wydechów podczas wydawania dźwięków. Oprogramowanie odpowiedzialne za głos Hatsune stworzone zostało głównie z myślą o tworzeniu muzyki w stylu J-pop.
Crypton wydał pierwszy program z ich serii „Character Vocal”, Hatsune Miku, w dniu 31 sierpnia 2007 roku. Crypton wpadł na pomysł, aby wydać Miku w koncepcie „Divy android ze świata niedalekiej przyszłości, w którym nie ma muzyki”. 30 kwietnia 2010 roku ukazała się wersja programu pod nazwą Hatsune Miku Append wzbogacona o sześć nowych barw głosu Hatsune: Miękki (łagodny, delikatny głos), Słodki (dziecięcy), Ciemny (dojrzały), Żywy (wesoły), Stabilny (głośny i czysty) oraz Lekki (łagodny, „niebiańsko brzmiący”).
31 sierpnia 2013 roku Hatsune Miku została wydana na Vocaloid 3, wraz z angielską biblioteką brzmień.
Wersja oprogramowania na Vocaloid 4 została wydana 31 sierpnia 2016 roku. Wraz z czwartą generacją wprowadzono zestaw funkcji „E.V.E.C.” (ang. Enhanced Voice Expression Control, pl. Zwiększona Kontrola Ekspresji Wokalnej), którego zadaniem jest rozwinięcie ekspresji i emocji głosu. Pozwala użytkownikowi zmienić ekspresję wokalną każdej noty, regulować moc oraz miękkość wymowy, a także rodzaj oddechu (krótki, długi).
| Pakiet                    | Pakiet                    | Biblioteka            | Dobre tempo | Dobra skala |
| ------------------------- | ------------------------- | --------------------- | ----------- | ----------- |
| „Hatsune Miku”            | „Hatsune Miku”            |                       | 70-150BPM   | a-e²        |
| „Hatsune Miku Append”     | „Hatsune Miku Append”     | „Sweet”               | 55-155BPM   | f-d²        |
| „Hatsune Miku Append”     | „Hatsune Miku Append”     | „Dark”                | 60-145BPM   | d-h²        |
| „Hatsune Miku Append”     | „Hatsune Miku Append”     | „Soft”                | 70-150BPM   | a-e²        |
| „Hatsune Miku Append”     | „Hatsune Miku Append”     | „Light”               | 85-175BPM   | a-d²        |
| „Hatsune Miku Append”     | „Hatsune Miku Append”     | „Vivid”               | 95-180BPM   | g-d²        |
| „Hatsune Miku Append”     | „Hatsune Miku Append”     | „Solid”               | 65-160BPM   | d-c²        |
| „Hatsune Miku V3 Bundle”  | „Hatsune Miku V3 ENGLISH” | „ENGLISH”             | 100-130BPM  | H-h         |
| „Hatsune Miku V3 Bundle”  | „Hatsune Miku V3”         | „ORIGINAL”            | 70-150BPM   | A-e¹        |
| „Hatsune Miku V3 Bundle”  | „Hatsune Miku V3”         | „SWEET”               | 55-155BPM   | F-d¹        |
| „Hatsune Miku V3 Bundle”  | „Hatsune Miku V3”         | „DARK”                | 60-145BPM   | D-h         |
| „Hatsune Miku V3 Bundle”  | „Hatsune Miku V3”         | „SOFT”                | 70-150BPM   | A-e¹        |
| „Hatsune Miku V3 Bundle”  | „Hatsune Miku V3”         | „SOLID”               | 65-160BPM   | D-c¹        |
| „Hatsune Miku V4X Bundle” | „Hatsune Miku V4 ENGLISH” | „ENGLISH”             | 80-135BPM   | H-cis¹      |
| „Hatsune Miku V4X Bundle” | „Hatsune Miku V4X”        | „ORIGINAL” (E.V.E.C.) | 60-160BPM   | A-e¹        |
| „Hatsune Miku V4X Bundle” | „Hatsune Miku V4X”        | „SOFT” (E.V.E.C.)     | 60-160BPM   | A-e¹        |
| „Hatsune Miku V4X Bundle” | „Hatsune Miku V4X”        | „SOLID” (E.V.E.C.)    | 65-160BPM   | D-c¹        |
| „Hatsune Miku V4X Bundle” | „Hatsune Miku V4X”        | „DARK”                | 60-160BPM   | D-h         |
| „Hatsune Miku V4X Bundle” | „Hatsune Miku V4X”        | „SWEET”               | 55-155BPM   | F-d¹        |
| „Hatsune Miku V4 CHINESE” | „Hatsune Miku V4 CHINESE” | „CHINESE”             | 80-135BPM   | H-cis¹      |

Głos Miku jest używany w ponad 100 000 unikalnych piosenek.
Jedna z kompilacji, Exit Tunes Presents Vocalogenesis feat. Hatsune Miku, zadebiutowała na pierwszej pozycji na japońskiej liście Oricon Albums Chart 31 maja 2010 roku, stając się pierwszym albumem Vocaloid, który kiedykolwiek pojawił się na listach. Piosenki śpiewane przez Miku pojawiły się na takich płytach jak np. Supercell zespołu Supercell, First Sound Story, Re:package i Re:Mikus zespołu Livetune. Zaśpiewała także oryginalną piosenkę Nyan Cata „Nyanyanyanyanyanyanya!" autorstwa daniwell-P.

## Koncerty
Pierwszym koncertem na jakim wystąpiła Miku był Animelo Summer Live 2009 ReBridge w Japonii, gdzie pojawiła się na scenie jako postać na telebimie. Na trasie koncertowej w 2010 roku wystąpiła jako pełnowymiarowy, realistyczny hologram.
W 2014 roku Hatsune Miku była oficjalnym supportem na 16 koncertach Lady Gagi ArtRave:The ARTPOP Ball, od 6 maja do 3 czerwca.

## Popularność
Serwis Nico Nico Douga odegrał zasadniczą rolę w rozpoznaniu i popularności oprogramowania. Niedługo po premierze Miku, użytkownicy Nico Nico Douga zaczęli publikować filmy z piosenkami stworzonymi przy użyciu jej banku brzmień. Według Crypton popularny film z „Hatsune Miku”, super-deformed Miku, trzymającą pora i śpiewającą Ievan Polkka (dzięki czemu zaczęła być utożsamiana z tym warzywem) prezentował zróżnicowany potencjał zastosowania oprogramowania w tworzeniu treści multimedialnych. Utwory napisane przez użytkowników zainspirowały innych użytkowników do tworzenia ilustracji, animacji 2D i 3D oraz remiksów.
Hatsune Miku zyskuje w Japonii popularność – coraz większa liczba jej słuchaczy dołącza do fanklubów, nabywając gadżety wirtualnej artystki, mangi, gry wideo, pojawiając się na realnych koncertach, kupując jej koncertowe DVD.
Oprogramowanie Vocaloid miało wpływ na postać tytułową z anime Black Rock Shooter, która wygląda jak Hatsune Miku, ale nie jest związana z nią przez projekt. Postać zasłynęła z piosenki „Black Rock Shooter”. Original video animation stworzone przez Ordet było emitowane za darmo w ramach kampanii promocyjnej od 25 czerwca do 31 sierpnia 2010 roku.

### Nagrody
- „Digital Content” 13th AMD Award (10 marca 2008)[21]
- W kategorii wolnej 39th Seiun Award (24 sierpnia 2008)[22]
- „Award Networks Segment” 13th Animation Kobe Award (2 listopada 2008)[23]
- „Good Design Award 2008” (6 listopada 2008)[24]
- Główna nagroda w BCN AWARD 2009 (styczeń 2009)[25]
- 66th Hokkaido Shimbun Culture Prize and Special Prize (3 listopada 2012)[26]

## Występy w innych mediach
Hatsune Miku jest tytułową bohaterką serii gier rytmicznych Hatsune Miku: Project Diva.
Popularność Miku jest widoczna przez odniesienia w różnych serialach anime takich jak np. Lucky Star, Baka to Test to Shōkanjū, Maria Holic, czy Zoku Sayonara, Zetsubō-sensei. Miku zaśpiewała jeden z endingów anime Akikan!. Jest też bohaterką mangi Maker Hikōshiki Hatsune Mix autorstwa Kei Garou – autora projektu jej postaci.
Hatsune Miku została dodana do gry Fortnite jako ikona Sezonu 7 Fortnite Festival, który rozpoczął się 14 stycznia 2025 roku.